# Zairja
Zairja  (em árabe: زايرجة‎; também transliterado como zairjah, zairajah, zairdja, zairadja e  zayirga) era um dispositivo usado por astrólogos árabes medievais para combinar ideias através de meios mecânicos. Baseava-se nas 28 letras do alfabeto árabe para designar 28 categorias filosóficas. Ao combinar valores numéricos associados às letras e categorias, novas associações de pensamento eram desenvolvidas.
Acredita-se que o escritor e filósofo catalão  Raimundo Lúlio  (ou Ramon Lull, c. 1232-1315) conheceu a zairja em suas viagens ou através de seus estudos da cultura árabe, e inspirou-se nesse instrumento para desenvolver sua arte combinatória, denominada Ars Magna ("Grande Arte").